# Niks nieuws
Niks nieuws is een lied van de Nederlandse hiphopartiest Jonna Fraser in samenwerking met de Nederlandse zanger Jayh en de Nederlandse rapper Sevn Alias. Het werd in 2017 als single uitgebracht en stond in hetzelfde jaar als derde track op het album Jonathan van Jonna Fraser.

## Achtergrond
Niks nieuws is geschreven door Carlos Vrolijk, David van Dijk, Jaouad Ait Taleb Nasser, Jonathan Jeffrey Grando, Milangchelo Junior Martina en Sevaio Mook en geproduceerd door Project Money en Soundflow. Het is een nummer uit het genre nederhop. In het lied rappen en zingen de artiesten over een relatie waarin de ander moeite heeft met hoe de liedverteller is. De liedverteller zegt dat hij gewoon is zoals hij is en dat hij niet wil veranderen. De single heeft in Nederland de gouden status.
Het is de eerste keer dat de drie artiesten tegelijkertijd op een track te horen zijn, een samenwerking die ze in hetzelfde jaar opnieuw aangingen op Binnenkort, met extra bijdrages van Spanker en Kempi. Voor Niks nieuws werkten Jonna Fraser en Jayh al samen op Verwijderd.  Na Niks nieuws en Binnenkort stonden ze ook nog samen op Fluister. Jonna Fraser en Sevn Alias hadden meerdere hits voor, zoals Woosh en 2 cups / Geen rust en na, onder meer Architect, Pray for job en Heartbroken. Voor Jayh en Sevn Alias was het ook de eerste keer dat ze überhaupt samenwerkten. Naast de hernieuwing van de samenwerking op Binnenkort, waren ze ook nog beiden te horen op Inna minute en Soldaat. 

## Hitnoteringen
De artiesten hadden succes met het lied in de hitlijsten van Nederland. Het piekte op de 45e plaats van de Nederlandse Single Top 100 en stond zeven weken in deze hitlijst. De Nederlandse Top 40 werd niet bereikt; het kwam hier tot de negende plaats van de Tipparade.